# Cynthia Folio
Cynthia Folio (* 24. Dezember 1954 in Fort Belvoir, Virginia) ist eine US-amerikanische Komponistin, Flötistin und Musikpädagogin.
Die Tochter eines Angehörigen der US-Army lebte in ihrer Kindheit u. a. drei Jahre in Deutschland und drei Jahre in Panama, wo sie Flötenunterricht bei Eduardo Charpentier hatte und am Panama Conservatory Solfège studierte. Sie studierte dann bis 1985 Musiktheorie und Flöte an der Eastman School of Music und bis 1989 an der West Chester University Musiktheorie und Komposition bei Joseph Schwantner, Robert Morris und Larry Nelson und Flöte bei Bonita Boyd und Emily Swartley Newbold.
Sie erhielt einen Distinguished Alumni Award der West Chester University, außerdem u. a. den Preis des National Endowment for the Humanities und elfmal in Folge den ASCAP Standard Award, war Composer in Residence der Künstlerkolonie Yaddo und des Virginia Center for the Creative Arts und Gewinnerin der New Music Delaware Competition 1994 und 1999 und der National Flute Association Newly Published Music Competition.
Neben ihrer Tätigkeit als Komponistin veröffentlichte Folio musiktheoretische Artikel in verschiedenen Zeitschriften und trat als Flötistin mit Ensembles wie dem Network for New Music, den Hildegard Chamber Players, den Gruppen Latin Fiesta und David's Harp, dem Silver and Wood Trio und dem Temple Faculty New Music Trio (mit Jeffrey Solow und Charles Abramovic) auf. Sie unterrichtete von 1980 bis 1990 Flöte an der Texas Christian University und ist seitdem Professorin für Musiktheorie und Komposition an der Temple University.

## Werke
- Sonata for flute and piano, 2011
- Iconic Inversions für Flöte, Klarinette, Cello und Klavier, 2010
- Voyage: I Too Can Sing a Dream für drei Chöre, vier Perkussionisten und Klavier, 2009
- A Matter of Honor: A Portrait of Alexander Hamilton für Orchester und Erzähler, 2007
- Music Box für gemischten Chor, Spieluhren und Klavier, 2005
- When the Spirit Catches You… für Flöte, Oboe, Klarinette, Fagott, Viola, Klavier und Perkussion, 2004
- Two Songs on Poems by Stephen Dunn für Sopran, Flöte und Viola, 2003
- Seven Aphorisms für Bläserquintett, 2001
- Flute Loops für vier C-Flöten, zwei Altflöten und Klavier, 2001
- Through Window's Lattices für Flöte, Klarinette, Violine, Cello, Klavier und Perkussion, 1998
- Four 'Scapes für vier Flöten, Piccoloflöte, Altflöte und Bassflöte, 1998
- At the Edge of Great Quiet für Frauenchor und Klavier, 1998
- Living Legacy für Blasmusik, Orgel und Trompeten, 1998
- Arca Sacra für Flöte, 1997
- Pentacle für Orchester, 1996
- Touch the Angel's Hand für Chor, Sopran, Streichorchester und Pauken, 1994
- Trio für Flöte, Cello und Klavier, 1994
- Desert Winds für Blasmusik, 1993
- Contemporary Etudes für Flöte, 1991
- Jazz compact disc, Portfolio, 1990
- Three Songs für mittlere Stimme und Klavier, 1990
- Developing Hues für Flöte und Bassklarinette, 1989
- Sun Dagger für Kammerorchester, 1989
- Timepieces für Bläserensemble, 1988
- Sketches für Flöte und Klavier, 1988
- The Elements für Flötenchor, 1986
- One for Four für vier C-Flöten, 1985
- Moonlight Serenata für Klarinette, 1985